# Kinder Paradiso
Il Kinder Paradiso è un prodotto dolciario realizzato/a con una base di pan di Spagna farcito con una crema al latte aromatizzata al limone, proposto sul mercato dall'impresa multinazionale di origine italiana Ferrero con il marchio Kinder nel 1994.

## Promozione
Le prime campagne pubblicitarie di Kinder Paradiso iniziarono nel 1994, anno della messa in commercio del prodotto, fra le poche del marchio Kinder ad essere venduta solo sul mercato italiano e su quello sammarinese. Le pubblicità fanno leva sullo slogan "Il tuo attimo di paradiso".

## Produzione
Viene prodotta nello stabilimento di Ferrero di Pozzuolo Martesana.

## Ingredienti
Kinder Paradiso è prodotta con i seguenti ingredienti:
- Farcitura: crema al latte (37,5%)

latte fresco pastorizzato (29%), olio di palma, zucchero, latte scremato in polvere, destrosio, burro anidro, aromi, emulsionanti: mono e digliceridi degli acidi grassi),
- Pan di Spagna:

uovo e tuorlo d'uovo (21%), zucchero, amido di frumento, destrosio, farina di frumento, olio di palma, latte intero in polvere, sciroppo di glucosio-fruttosio, emulsionanti (mono e digliceridi degli acidi grassi).